# Gornji Adrovac
Gornji Adrovac (cyr. Горњи Адровац) – wieś w Serbii, w okręgu niszawskim, w gminie Aleksinac. W 2011 roku liczyła 105 mieszkańców.